# Klášter Zesnutí přesvaté Bohorodice (Svijažsk)
Klášter Zesnutí přesvaté Bohorodice (rusky Свияжский Успенский монастырь) je mužský pravoslavný klášter v ruském Svijažsku, kolébka pravoslaví v Povolží. Od roku 2017 je zapsán na seznam světového dědictví UNESCO.

## Historie
Svijažský mužský klášter Zesnutí přesvaté Bohorodice byl založen roku 1555 spolu s Kazaňskou eparchií jako prostředek šíření pravoslaví, ruské kultury a moci na nově dobytých územích. Jeho zakladatelem a prvním představeným byl archimandrita German, pozdější druhý archiepiskop kazaňský (1564-1566), posmrtně svatořečen jako German, kazaňský divotvůrce. Jeho ostatky jsou od roku 1592 hlavní relikvií kláštera.
V 16. až 18. století byl svijažský klášter nejdůležitějším pravoslavným duchovně-osvětovým a misionářským centrem Kazaňské eparchie a středního Povolží. Tiskárna zde kupříkladu měla být zřízena dříve než v Moskvě, ještě za časů zakladatele Germana. V tomto období patřil klášter také mezi 20 nejbohatších v Rusku a byl nejmovitější v regionu. Roku 1764 měl 7200 mužských nevolníků, což bylo více než měly všechny ostatní kláštery Kazaňské eparchie dohromady.
Konfiskace církevních majetků roku 1764 a zchudnutí města v 19. století přivedly klášter k úpadku. Zatímco v dobách své největší slávy zde žilo i přes 100 mnichů, na počátku 20. století jich bylo pouze okolo 20-25 a klášter už nebyl zdaleka nejbohatší v okolí.
9. srpna 1918 byl rudoarmějci surově a bez soudu zabit na dlouhou dobu poslední představený, episkop svijažský Ambrosij (svatořečený roku 2000).
V dobách Sovětského svazu byl klášter uzavřen, vyloupen a byla zde otevřena psychiatrická léčebna (fungovala do r. 1994). Relikviář s ostatky svatého Germana sice rudoarmějci otevřeli, nakonec se je ovšem podařilo ukrýt v hřbitovním chrámu Jaroslavských divotvůrců v Kazani, do Svijažsku se navrátily roku 2000.
Roku 1997 byl klášter oficiálně obnoven.
V roce 2017 byl chrám a klášter Zesnutí přesvaté Bohorodice v ostrovním městě Svijažsku zapsán jako 28. ruská památka na seznam světového dědictví UNESCO.

## Areál kláštera
Svijažský klášter Zesnutí přesvaté Bohorodice je nejcennějším klášterním komplexem středního Povolží. Nejstarší chrámy komplexu, chrám Zesnutí přesvaté Bohorodice (1561) a chrám sv. Mikuláše s jídelnou a 43 metrů vysokou zvonicí (1556), patří k vrcholům ruského stavitelství 16. století.
Zvláště ceněn je chrám Zesnutí přesvaté Bohorodice. Vystavěn byl ve stylu pskovských a novgorodských chrámů, v interiéru se dochovaly unikátní fresky z roku 1561 o celkové ploše 1080 m². Jejich jedinečnost spočívá v tom, že v Rusku se kromě Spaso-preobraženského kláštera v Jaroslavli nezachovaly žádné jiné chrámové fresky z 16. století. Tento chrám je také jediný, kde se dochovala freska sv. Kryštofa s koňskou hlavou (tento světec se obyčejně zpodobňoval s hlavou psí). Oproti běžným zvyklostem nejsou také na západní stěně vyobrazeny výjevy z pekla, ale pouze z ráje. V 18. století získal novou kupoli ve stylu ukrajinského baroka s 12 dekorativními kokošníky, jeho ráz však zůstal zachován.
Další klášterní památky vznikly na přelomu 17. a 18. století, jedná se mj. o dům archijereje, představeného a bratrské cely. Chrám Nanebevstoupení Páně nad branou (konec 17. stol.) a chrám sv. Germana Kazaňského a Mitrofana Voroněžského (19. stol.) byly poškozeny po nástupu bolševiků k moci, ale unikátní fresky, ráz nové kopule a nejstarší chrámy komplexu i klášterní památky, zůstaly zachovány.
Areál obepíná téměř kilometr dlouhá mohutná zeď z 18. až 19. století.

## Příčiny zápisu na seznam UNESCO
Chrám a klášter Zesnutí přesvaté Bohorodice v ostrovním městě Svijažsku naplňuje následující kritéria světového dědictví UNESCO:
- Kritérium II: Klášter Zesnutí přesvaté Bohorodice se stejnojmenným chrámem představují důležité svědectví období velkých historických změn v Eurasii, kdy Rusko expandovalo na východ. Jeho architektura a chrámová výmalba s mariánskou tematikou výjimečným způsobem dokládají interakci mezi pravoslavnou, muslimskou a římskokatolickou kulturou. Unikátní styl fresek chrámu Zesnutí přesvaté Bohorodice, jeho ikon a ikonostasu v sobě spojují vliv důležitých ruských kulturních center jako Novgorod, Pskov a Moskva s místním povolžským uměním a pracemi rostovských a suzdalských mistrů.
- Kritérium IV: Klášterní komplex svým umístěním a architektonickou kompozicí odráží politický a misionářský program cara Ivana IV. expanze Ruska na islámská území bývalé Zlaté hordy. Styl chrámu Zesnutí přesvaté Bohorodice představuje syntézu tradiční pskovské architektury, monumentálního moskevského stavitelství a tradičních prvků Povolží. Vnitnří výmalba patří mezi nejcennější pravoslavné fresky. Ikonostas s tématem stvoření a motivy ze Starého i Nového zákona odráží nové trendy v ruském náboženství a nový teologický koncept politického programu Ivana IV.

## Plán areálu
|  | 1. Chrám Zesnutí přesvaté Bohorodice 2. Chrám svatého Mikuláše 3. Chrám svatého Germana Kazaňského a Mitrofana Voroněžského 4. Chrám Nanebevstoupení Páně nad branou 5. Dům archijereje 6. Klášterní škola 7. Bratrské cely 8. Zeď (18. - 19. stol.) 9. Hospodářská brána 10. Ruská sauna 11. Hřbitov 12. Hospodářský dvůr |

## Galerie

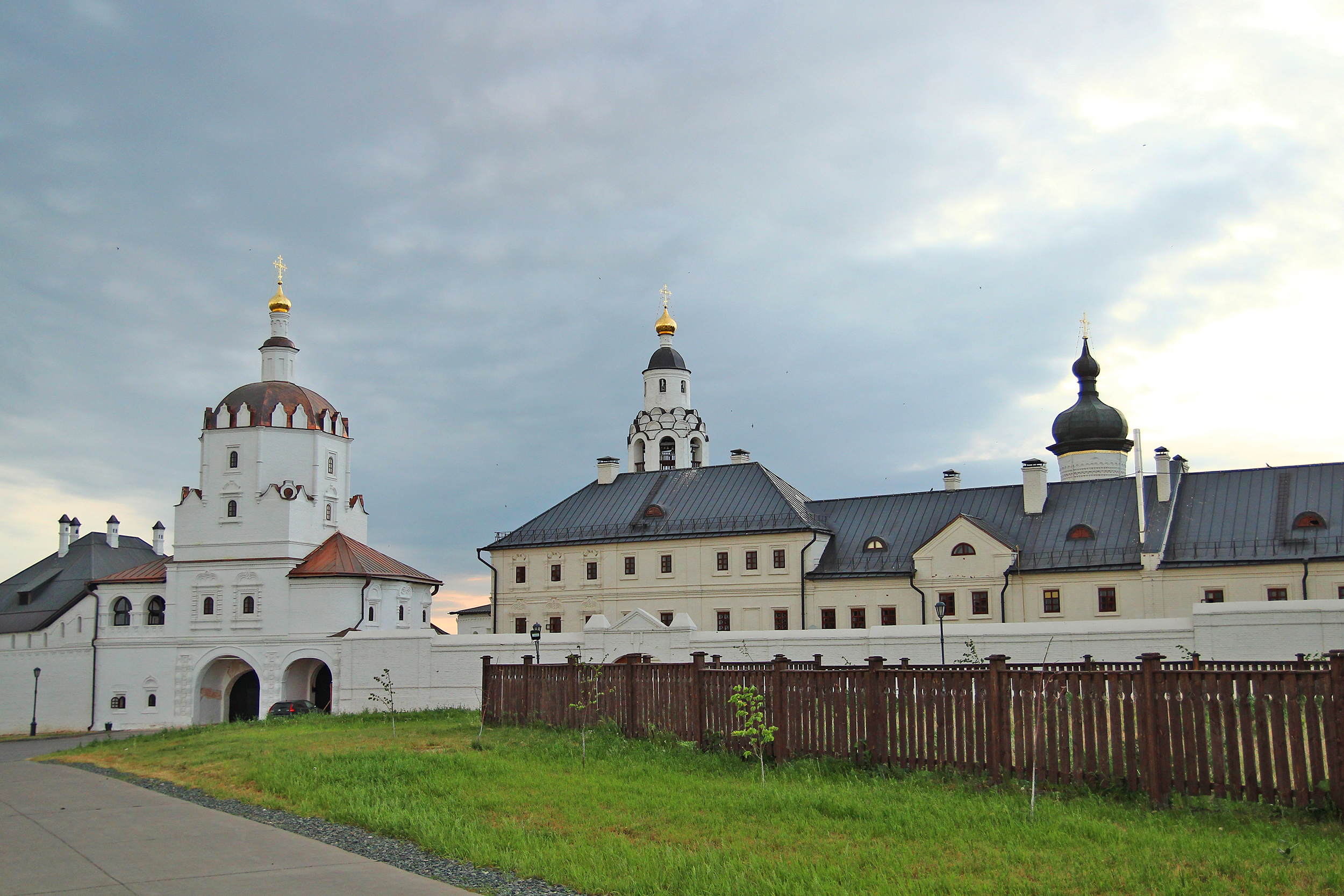
Svatá brána a bratrské cely
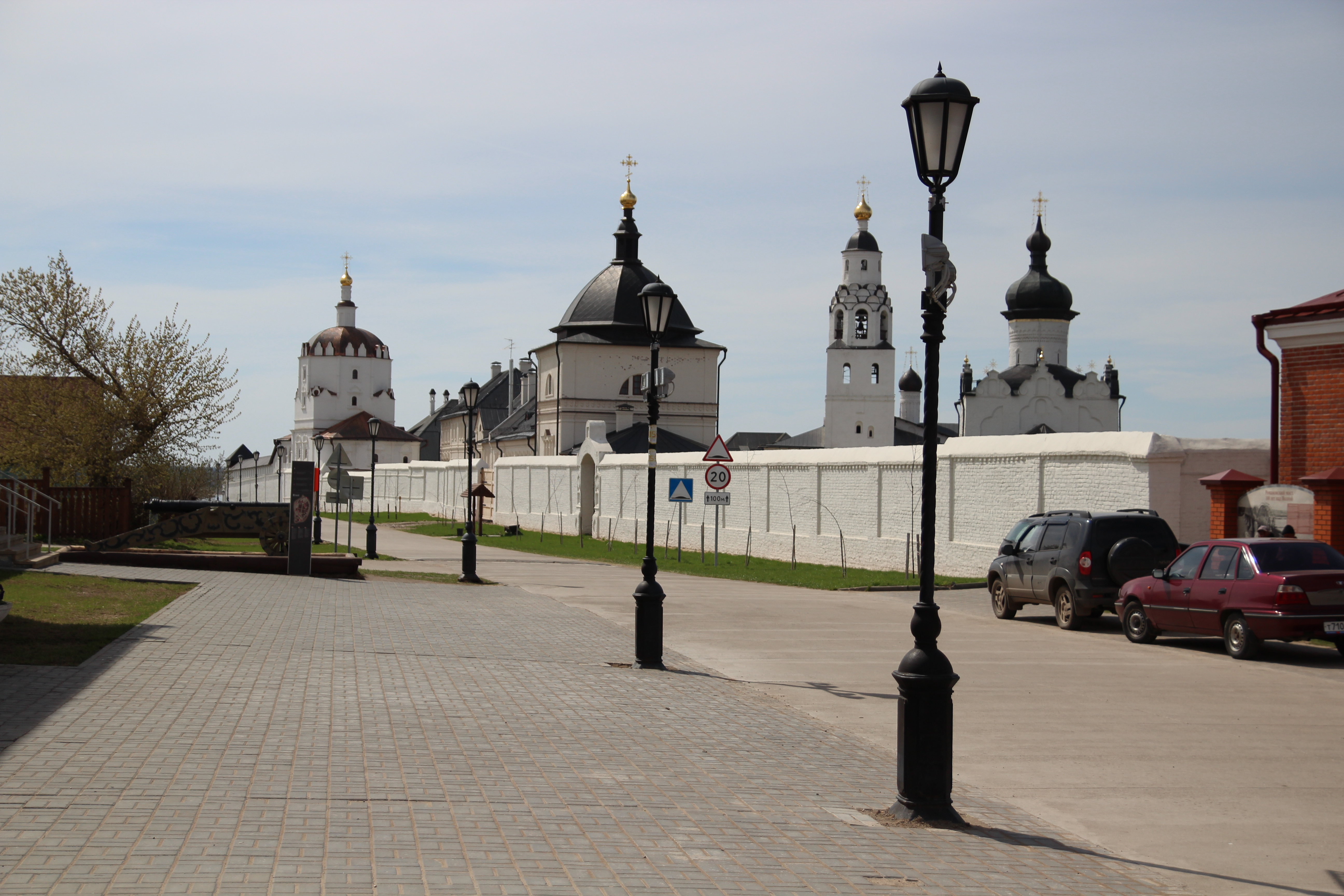
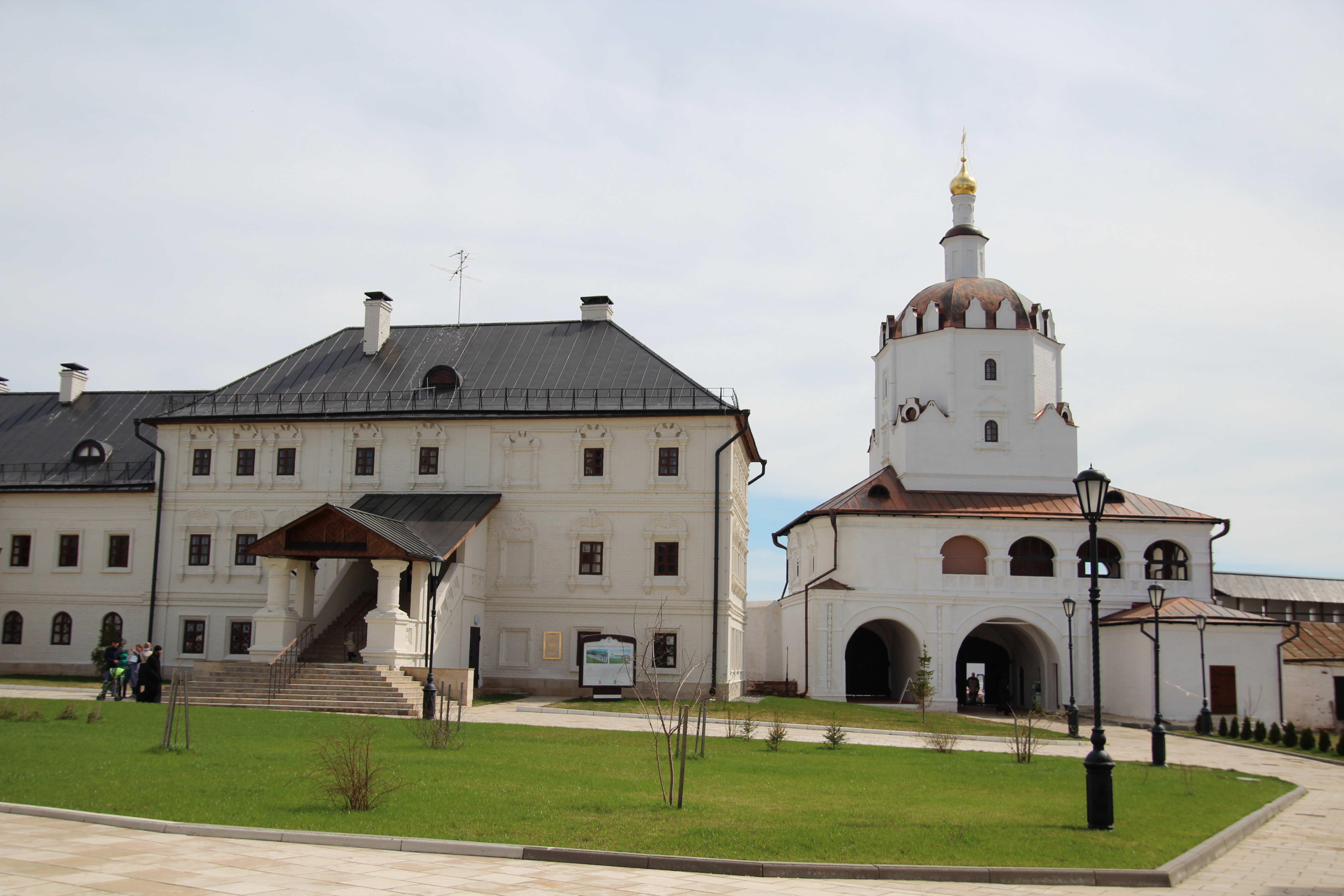
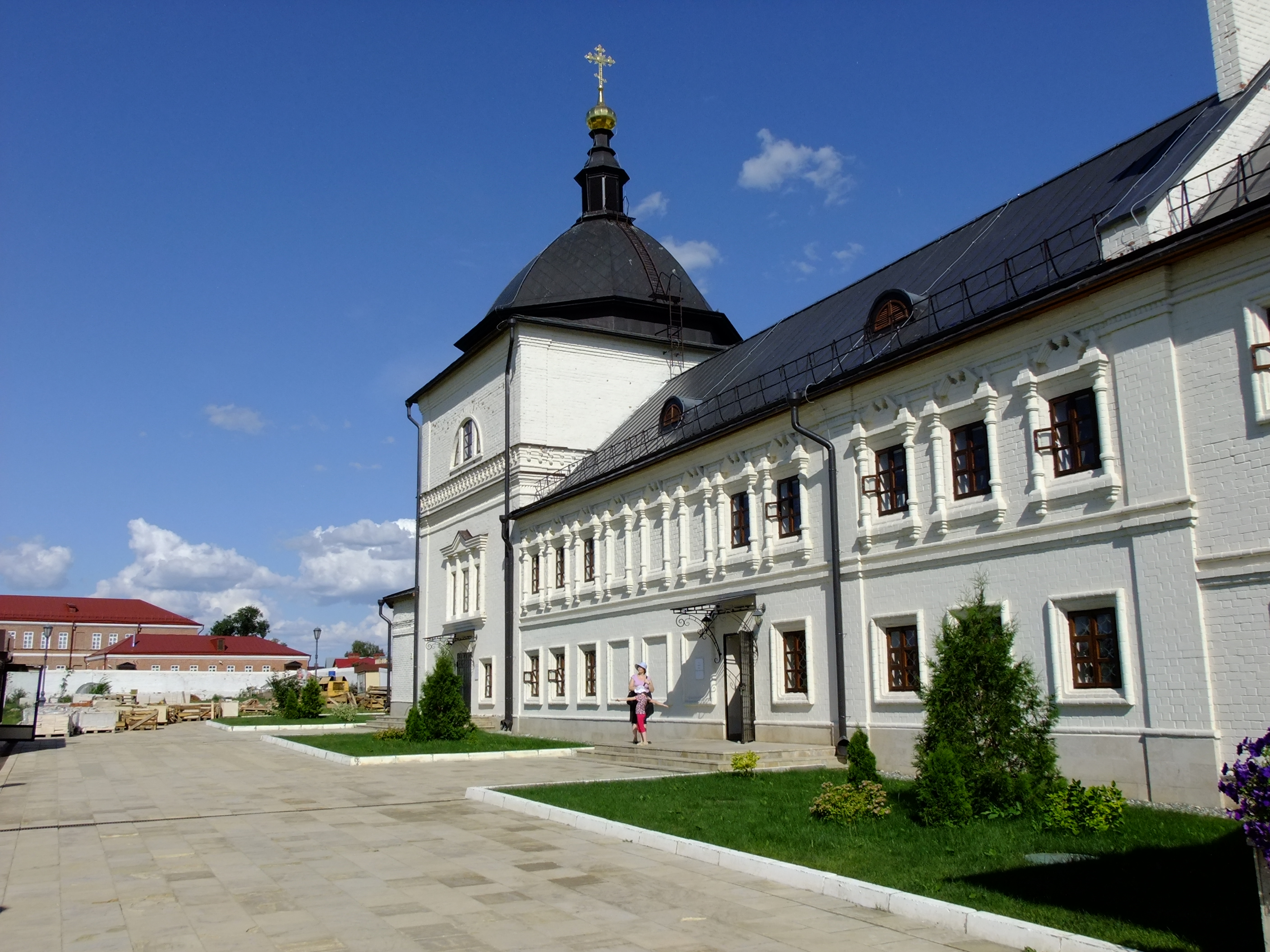
Bratrské cely a chrám sv. Germana
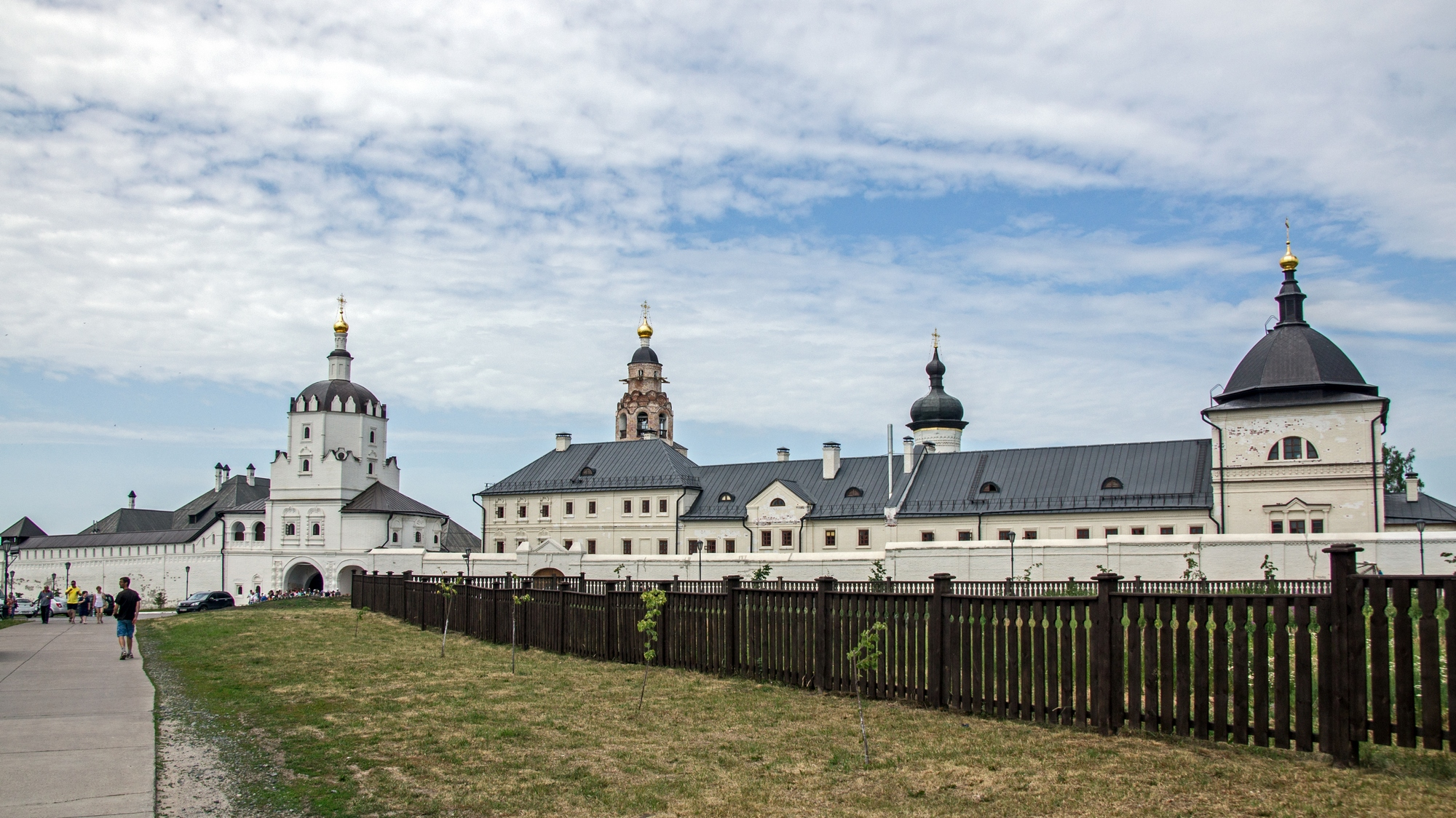
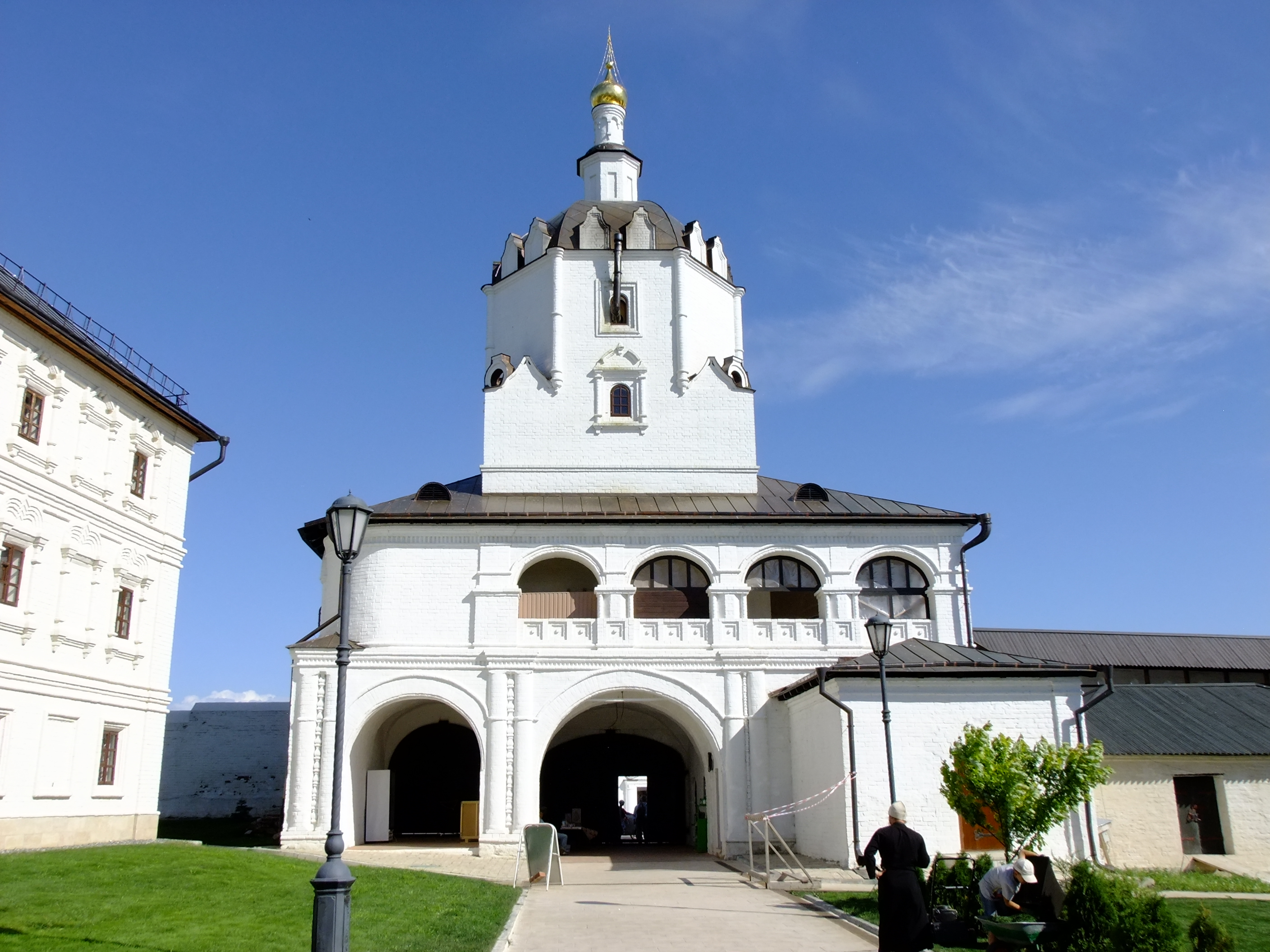
Chrám Nanebevstoupení Páně a Svatá brána
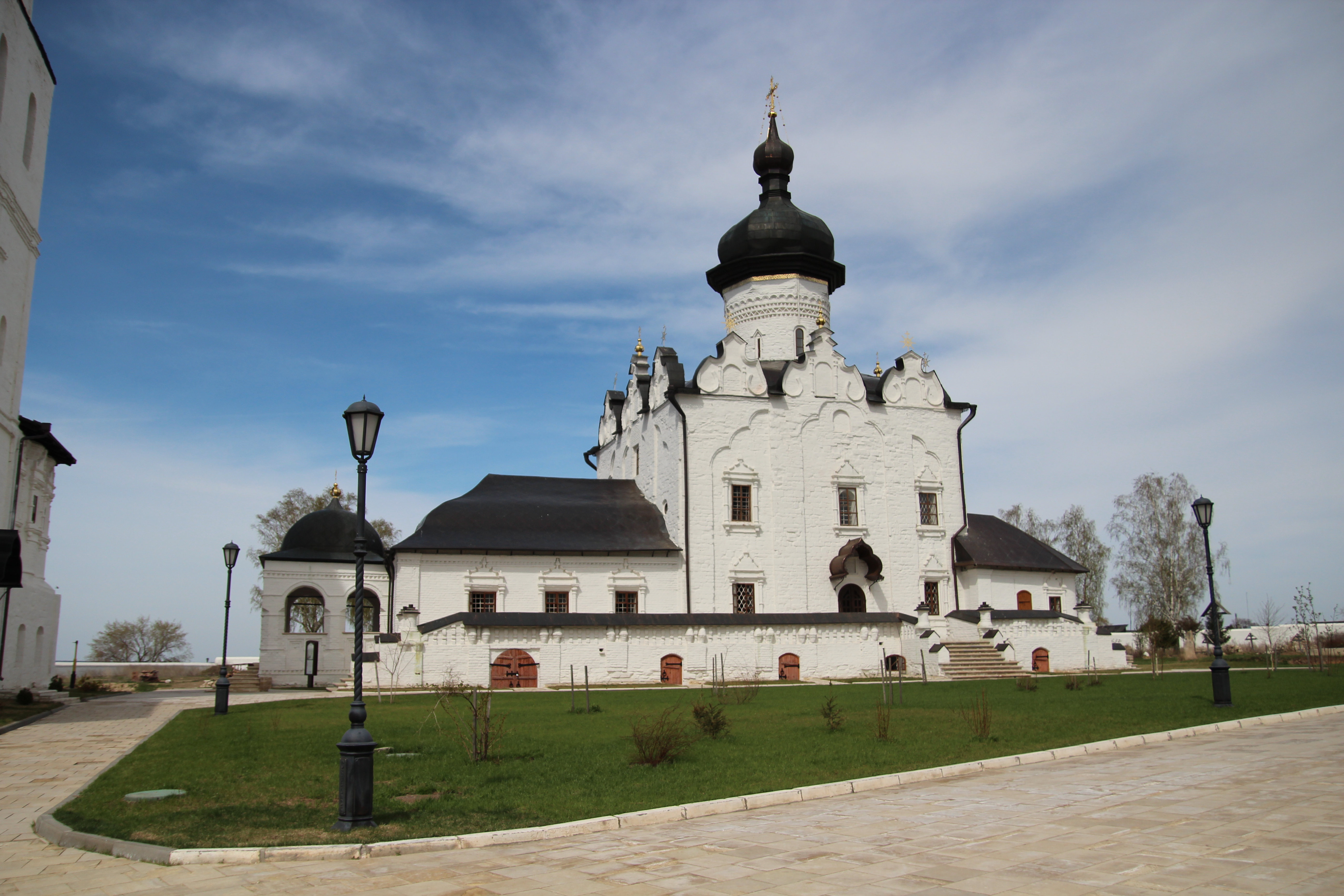
Chrám Zesnutí přesvaté Bohorodice
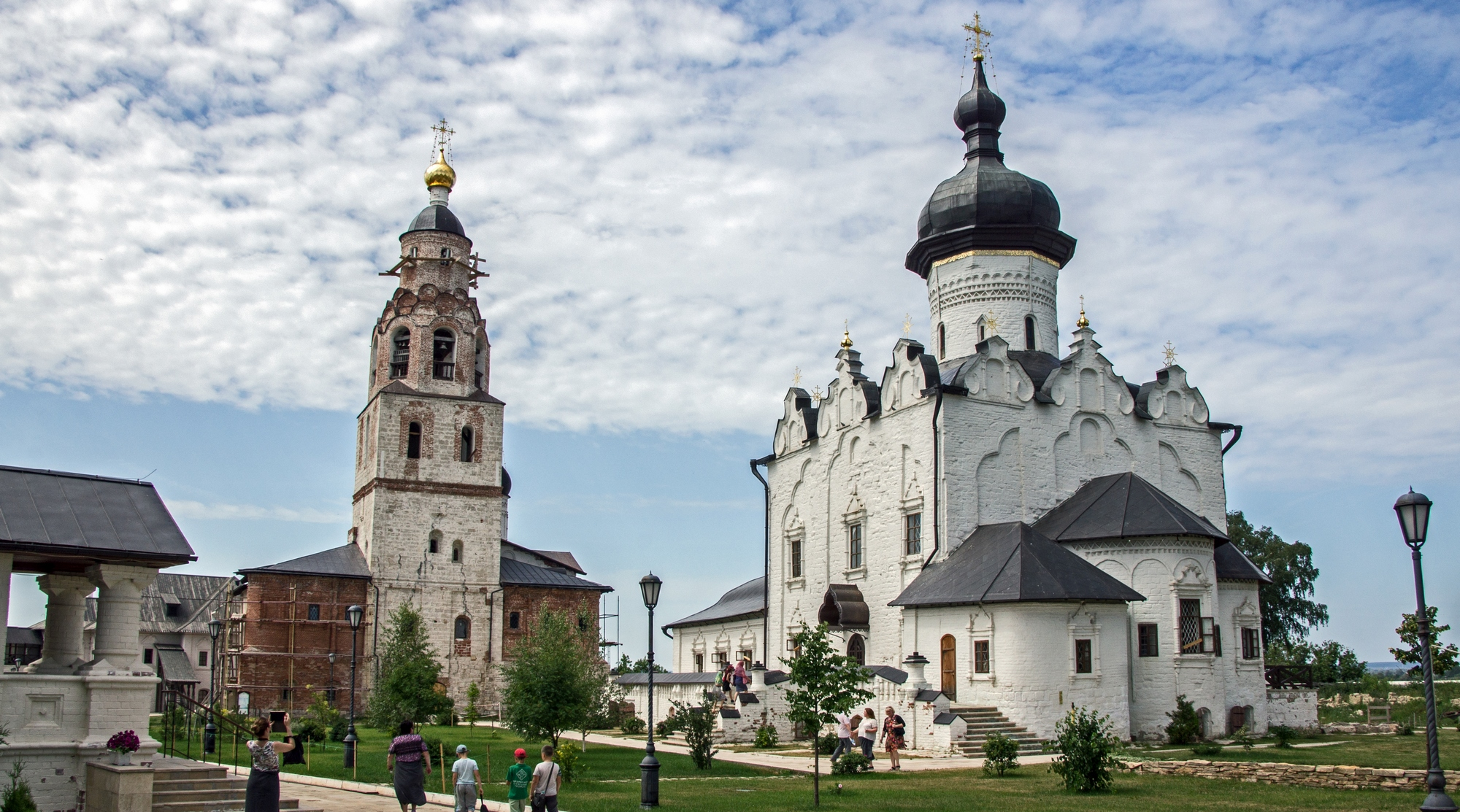
Chrám sv. Mikuláše, chrám Zesnutí přesvaté Bohorodice
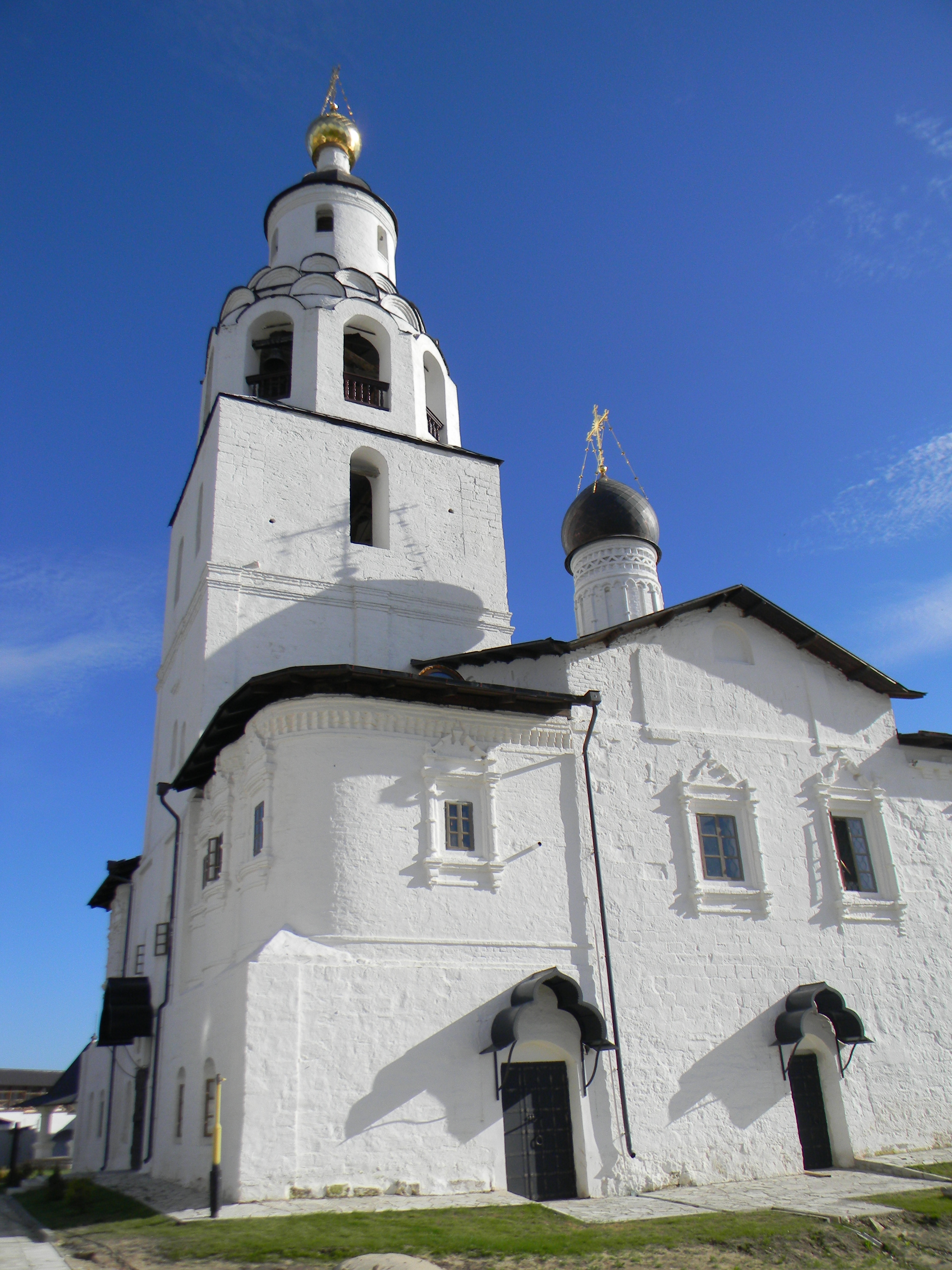
Chrám sv. Mikuláše
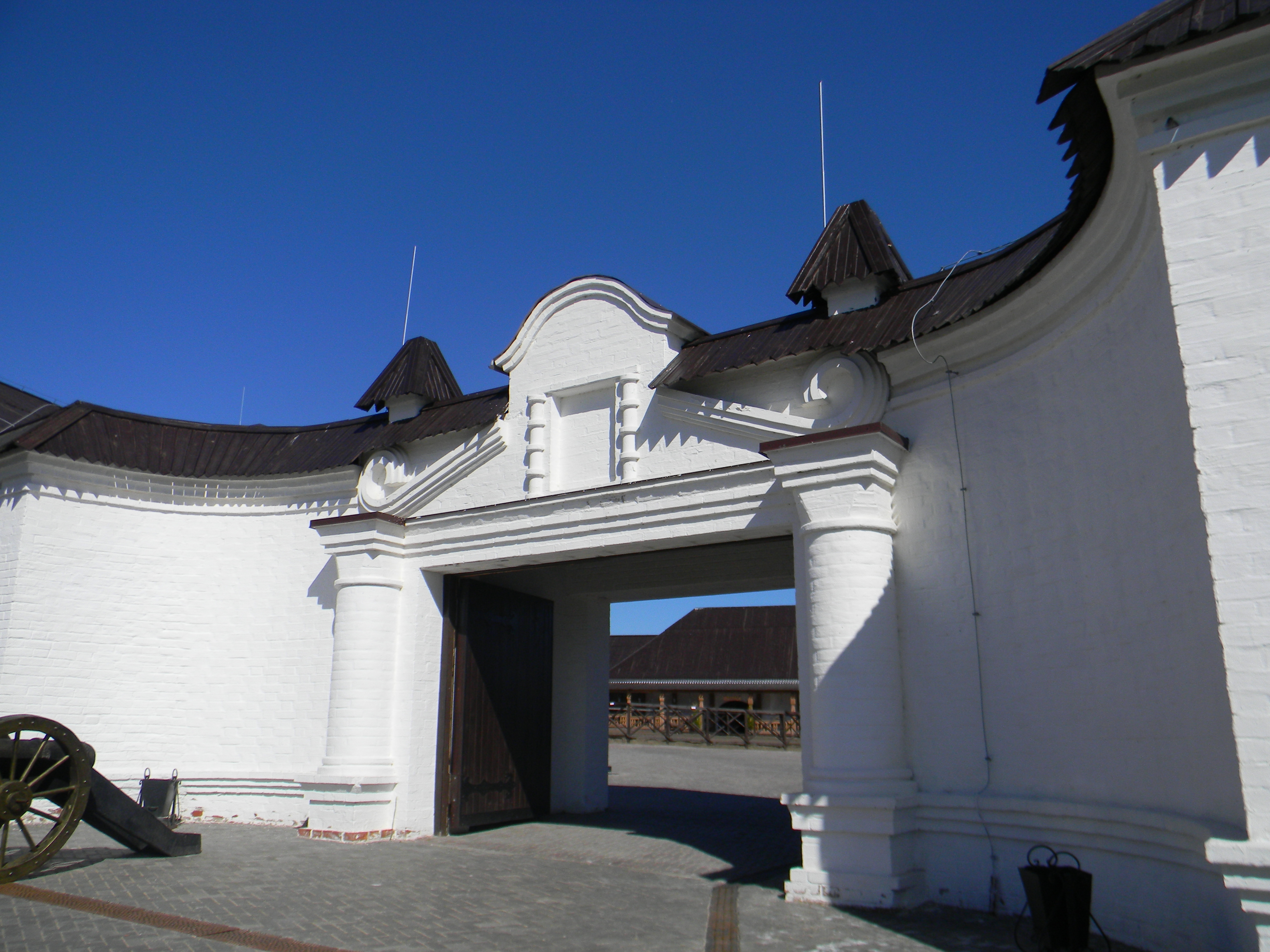
Hospodářský dvůr
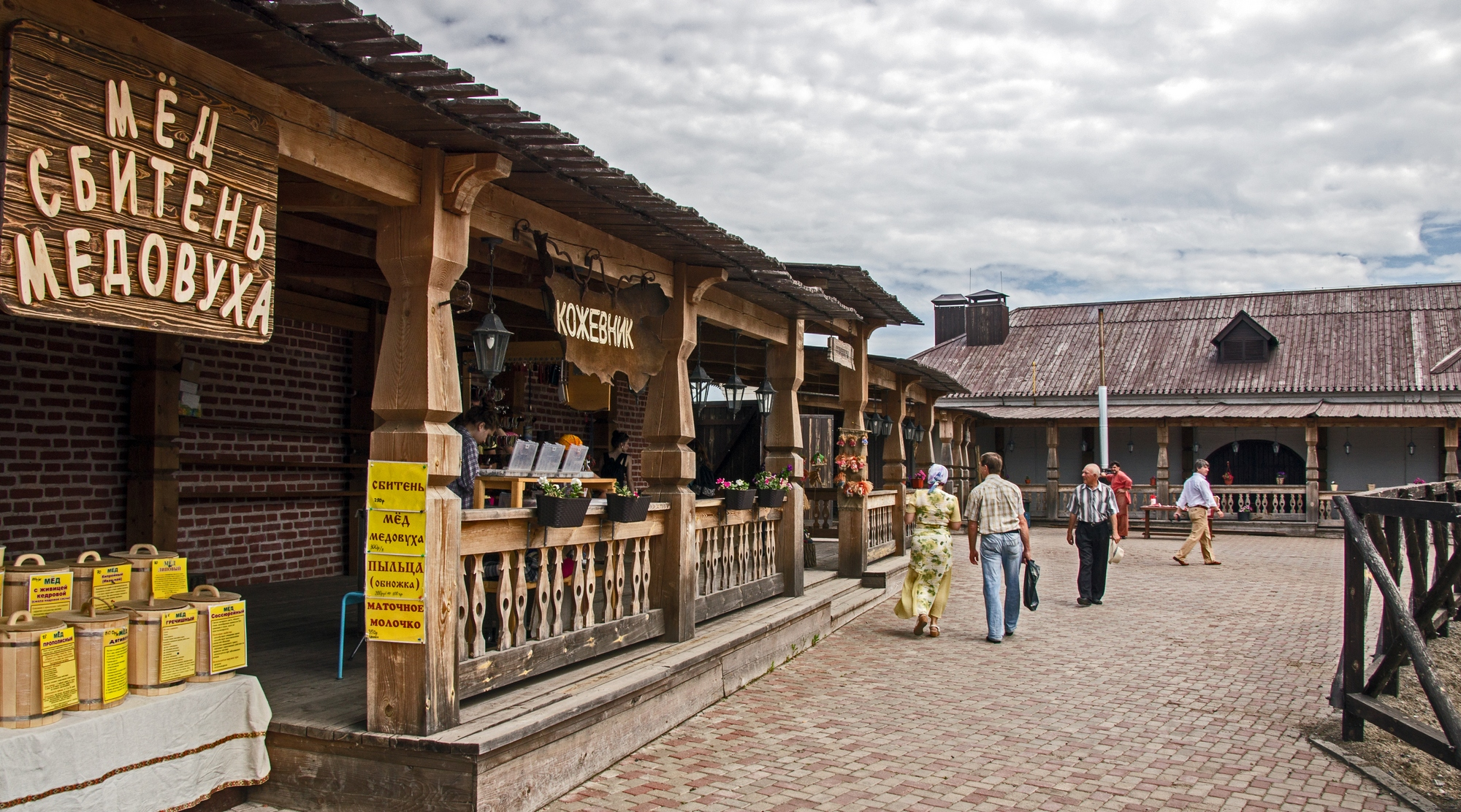
Prodej suvenýrů v hospodářském dvoře